# Безрассудные (фильм, 1995)
«Безрассудные» (англ. Reckless) — американский художественный фильм режиссёра Нормана Рене. В главных ролях снялись Миа Фэрроу, Скотт Гленн и Мэри-Луиз Паркер. Фильм был выпущен в 1995 году, тогда же он был представлен на кинофестивале в канадском городе Торонто. Премьера состоялась 17 ноября 1995 года в США. Для Нормана Рене этот фильм стал третьим и последним в его режиссёрской карьере — через год Рене умер.

## Сюжет
Главная героиня фильма, домохозяйка Рэйчел, узнаёт в Рождественский Сочельник, что её муж хотел её убить и даже нанял для этого киллера. Рэйчел бежит из дома. На заснеженной улице она встречает социального работника Ллойда, который привозит её к себе домой. У Ллойда больная жена Пути, она парализована и глухонема.
Прожив некоторое время в доме этой странной пары, Рэйчел узнаёт их тайны: Пути, оказывается, только притворяется глухонемой, а Ллойд не совсем тот, за кого он себя выдаёт. Поняв истинные намерения Ллойда относительно себя, Рэйчел снова бежит, куда глаза глядят. Так она путешествует по всем 50 штатам Америки, узнавая разные тайны и попадая в различные неприятности.

## В ролях
- Миа Фэрроу — Рэйчел
- Скотт Гленн — Ллойд
- Тони Голдуин — Том
- Мэри-Луиз Паркер — Пути
- Айлин Бреннан — сестра Маргарет
- Майк Хайбек — пожарный
- Джек Гилпин — метеоролог
- Уильям Фихтнер — отец Рэйчел